# Berlin-Klausel
Die Berlin-Klausel war eine in den meisten bis 1990 erlassenen deutschen Bundesgesetzen enthaltene Klausel, die im Zuge der deutschen Wiedervereinigung gegenstandslos geworden ist. In seit 1990 erlassenen Gesetzen ist sie daher nicht mehr enthalten. In Gesetzen älteren Datums wird sie aus verfassungshistorischen Gründen dokumentierend beibehalten.
Laut dem Handbuch der Rechtsförmlichkeit (2008) des Bundesministeriums der Justiz (BMJ) „sollte sie bei Gelegenheit der nächsten Änderung des Stammgesetzes aufgehoben oder ggf. durch Neufassen oder Ersetzen überschrieben werden“. Im neueren Sprachgebrauch wird der Begriff manchmal für Gesetze gebraucht, die der Stadt oder dem Land Berlin einen Sonderstatus zusprechen.

## Hintergrund
Aufgrund des Viermächte-Status Berlins hatten deutsche Bundesgesetze im Zeitraum von 1949 (Gründung der Bundesrepublik) bis zur Wiedervereinigung auf dem Gebiet West-Berlins keine unmittelbare Gültigkeit. Jedes deutsche Gesetz, das in Berlin gelten sollte, musste daher durch das Berliner Abgeordnetenhaus im Rahmen der insgesamt sechs Überleitungsgesetze (zwischen 1950 und 1990, vor allem zur Regelung der Bundeshilfe, einer jährlichen Subvention aus dem Bundeshaushalt) gesondert ratifiziert werden. Zu diesem Zweck enthielten die damaligen Gesetze eine Klausel (Berlin-Klausel genannt), aus der hervorging, dass das betreffende Gesetz in Berlin Gültigkeit erlangen sollte und nach welchen Normen es dort in Kraft gesetzt werden sollte.
Doch auch Bundesgesetze, die für Berlin keine praktische Relevanz hatten (z. B. das Gesetz über steuerliche Maßnahmen bei der Stilllegung von Steinkohlebergwerken von 1967), wurden aus symbolischen Gründen mit der Berlin-Klausel versehen, um die Zugehörigkeit von Berlin zur Bundesrepublik zu unterstreichen; auf die Berlin-Klausel wurde nur bei Gesetzen verzichtet, die angesichts der politischen Sondersituation ausdrücklich keine Anwendung in Berlin finden sollten, was etwa wehrrechtliche Vorschriften betraf.
Im Zuge der Wiedervereinigung trat das Land Berlin dem Geltungsbereich des Grundgesetzes bei. Von da an galten alle Bundesgesetze dort unmittelbar und die Berlin-Klauseln verloren somit jegliche Bedeutung.

## Beispiel
Ein noch vorhandenes Beispiel ist die Berlin-Klausel im Produkthaftungsgesetz (ProdHaftG): „Dieses Gesetz gilt nach Maßgabe des § 13 Abs. 1 des Dritten Überleitungsgesetzes auch im Land Berlin. Rechtsverordnungen, die aufgrund dieses Gesetzes erlassen werden, gelten nach Maßgabe des § 14 des Dritten Überleitungsgesetzes auch im Land Berlin.“ (§ 18 ProdHaftG vom 15. Dezember 1989)